# Concilie van Milaan
Het Concilie van Milaan werd in 355, mede op verzoek van paus Liberius, bijeengeroepen door keizer Constantius II.
Na de afgedwongen veroordeling van Athanasius op het Tweede Concilie van Arles had de paus via een legaat bij de keizer om een nieuw concilie gevraagd. Constantius stemde hiermee in, maar hij bleek slechts van plan te zijn dit komende concilie te gebruiken om de weinige bisschoppen die in Arles nog weerstand tegen het arianisme hadden geboden, ook 'in het gareel' te krijgen.
Er waren in Milaan 300 westerse en enkele oosterse bisschoppen aanwezig. Nadat de vraag om ondertekening van de geloofsbelijdenis van Nicea op openlijke opstand van Valens van Mursa uitliep, een van de handlangers van de keizer, eiste Constantius II opnieuw de veroordeling van Athanasius. De bisschoppen werden met geweld tot instemming gedwongen en de weinige weigeraars werden afgezet en door de keizer vervangen. Paus Liberius werd verbannen naar Thracië en Constantius stelde Felix II aan als tegenpaus.